# Fascicularia bicolor
Fascicularia bicolor är en gräsväxtart som först beskrevs av Hipólito Ruiz López och Pav., och fick sitt nu gällande namn av Carl Christian Mez. Fascicularia bicolor ingår i släktet Fascicularia och familjen Bromeliaceae.

## Underarter
Arten delas in i följande underarter:
- F. b. bicolor
- F. b. canaliculata

## Bildgalleri

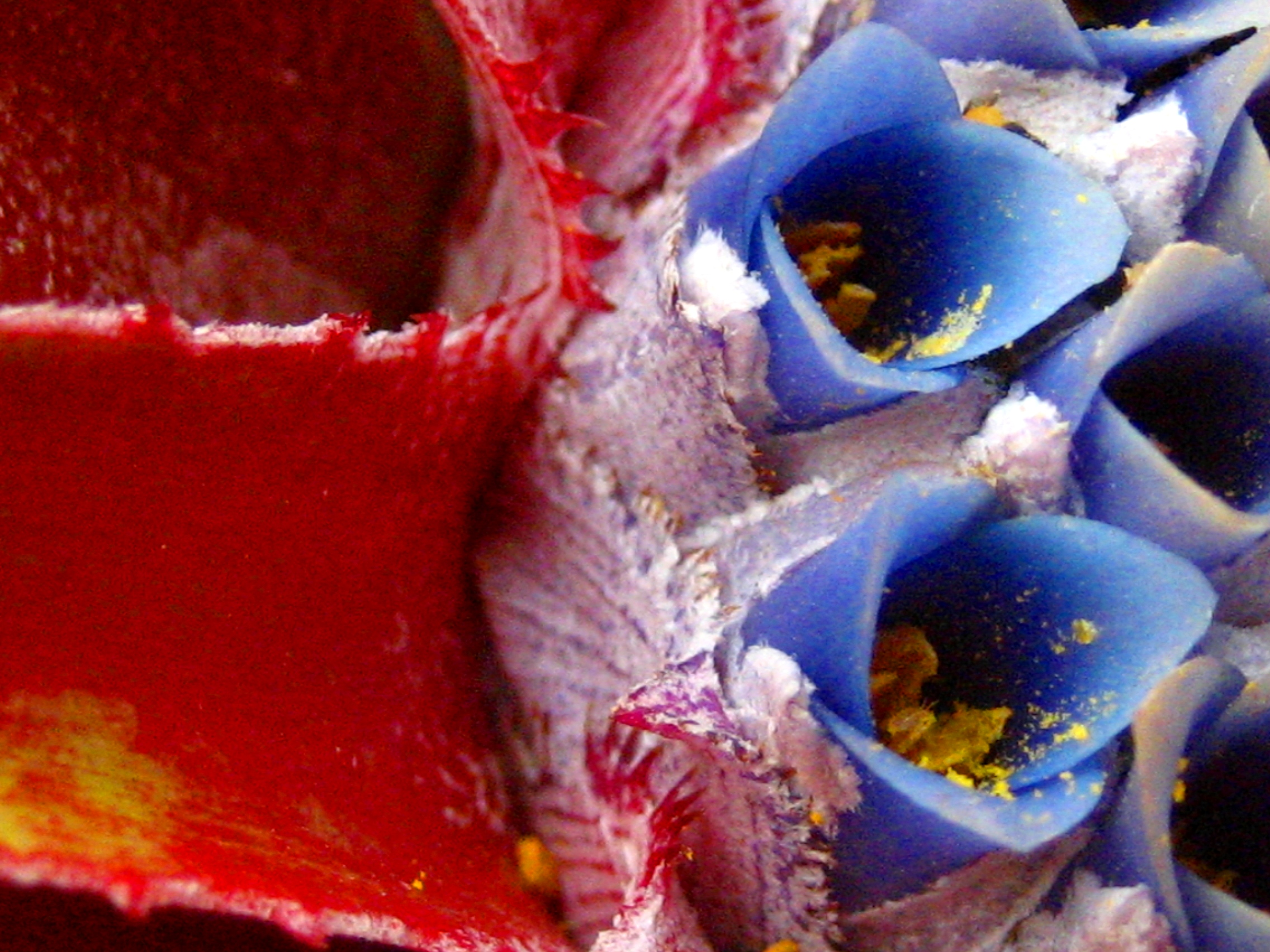
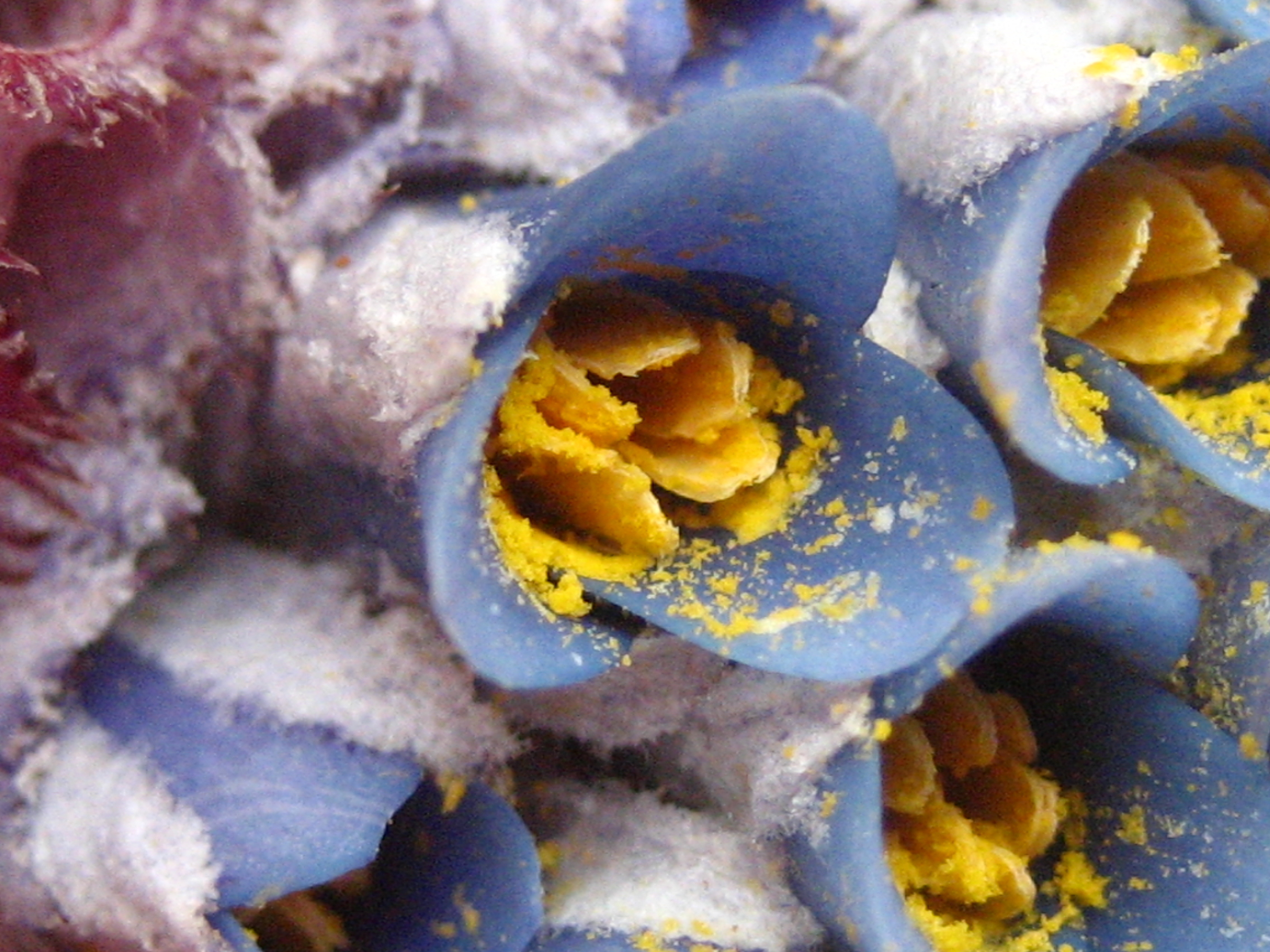
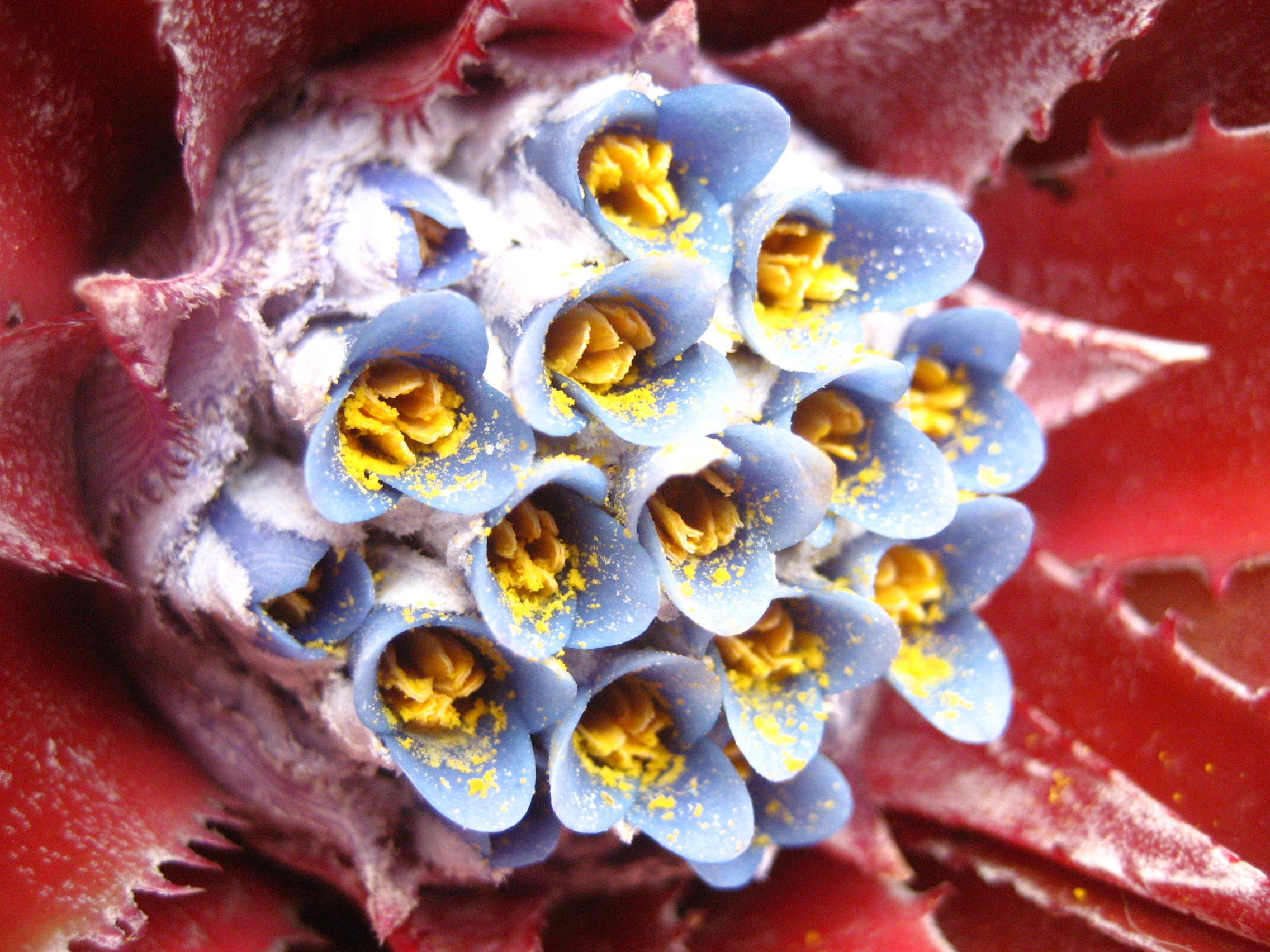
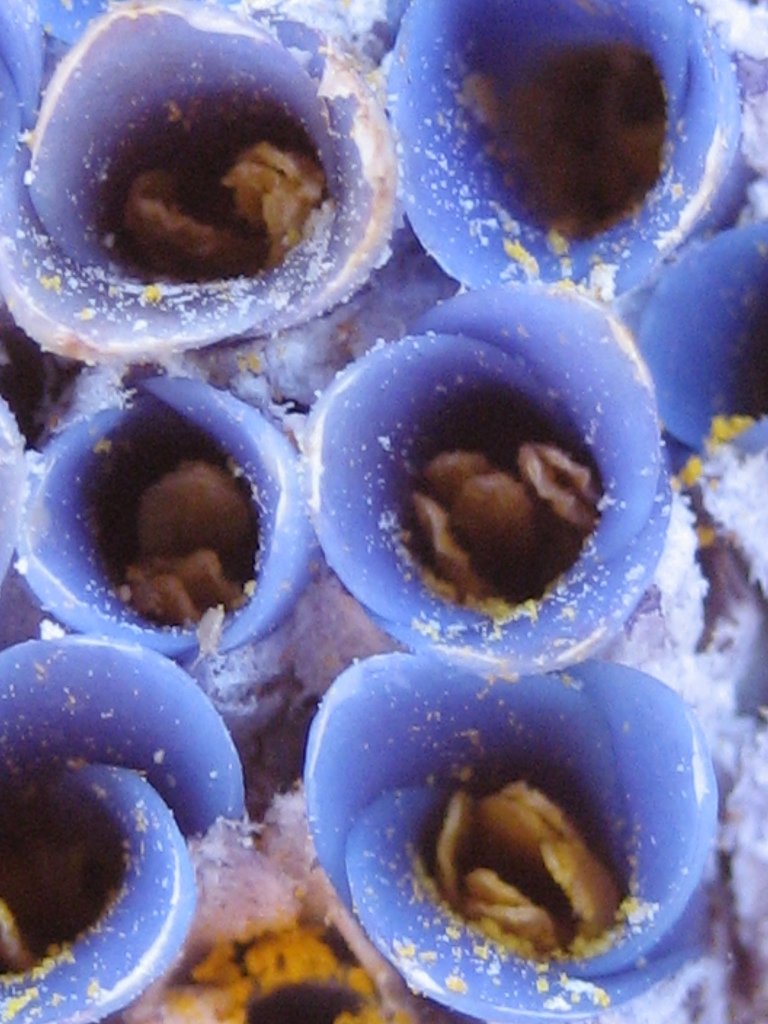
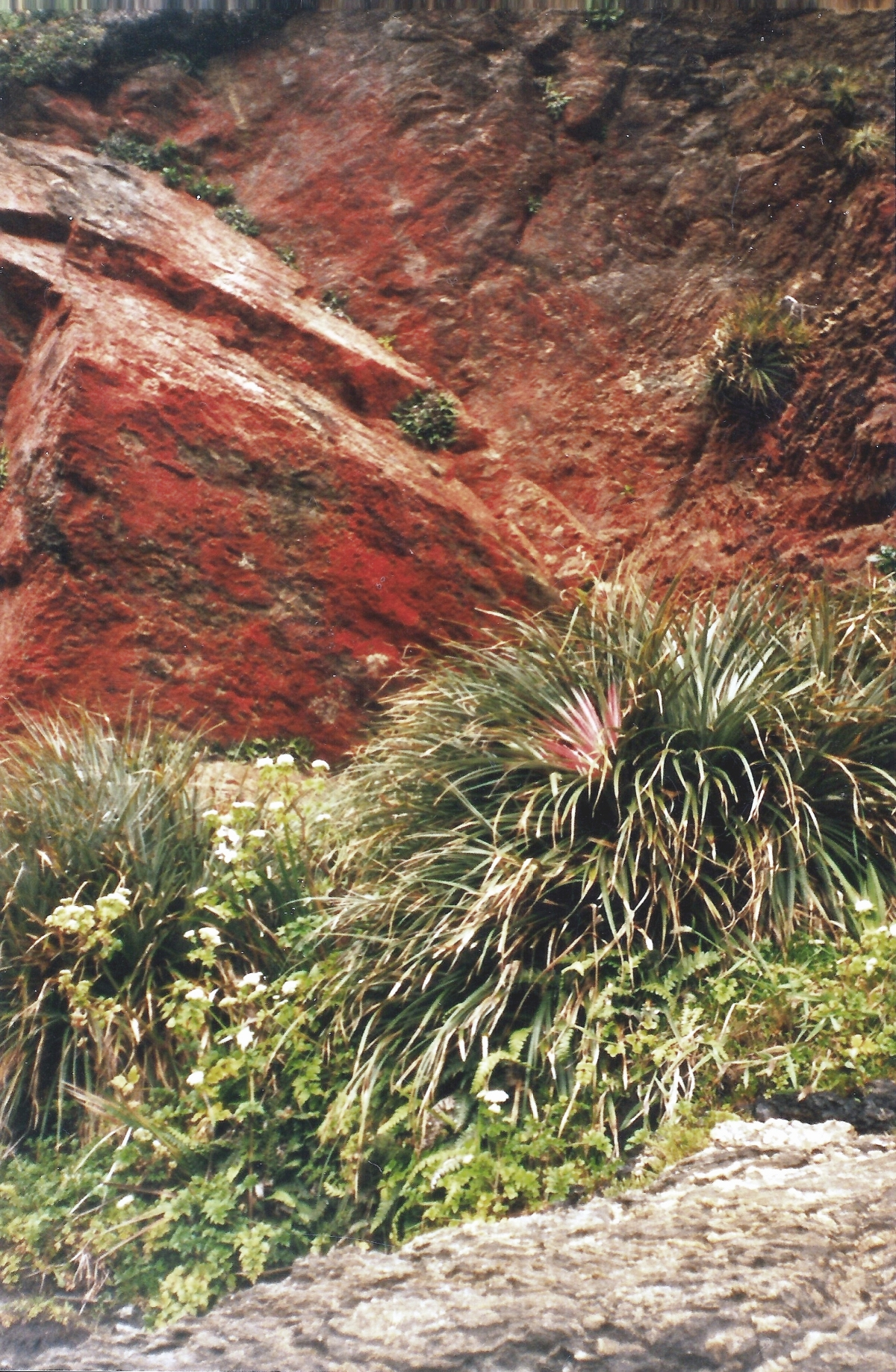
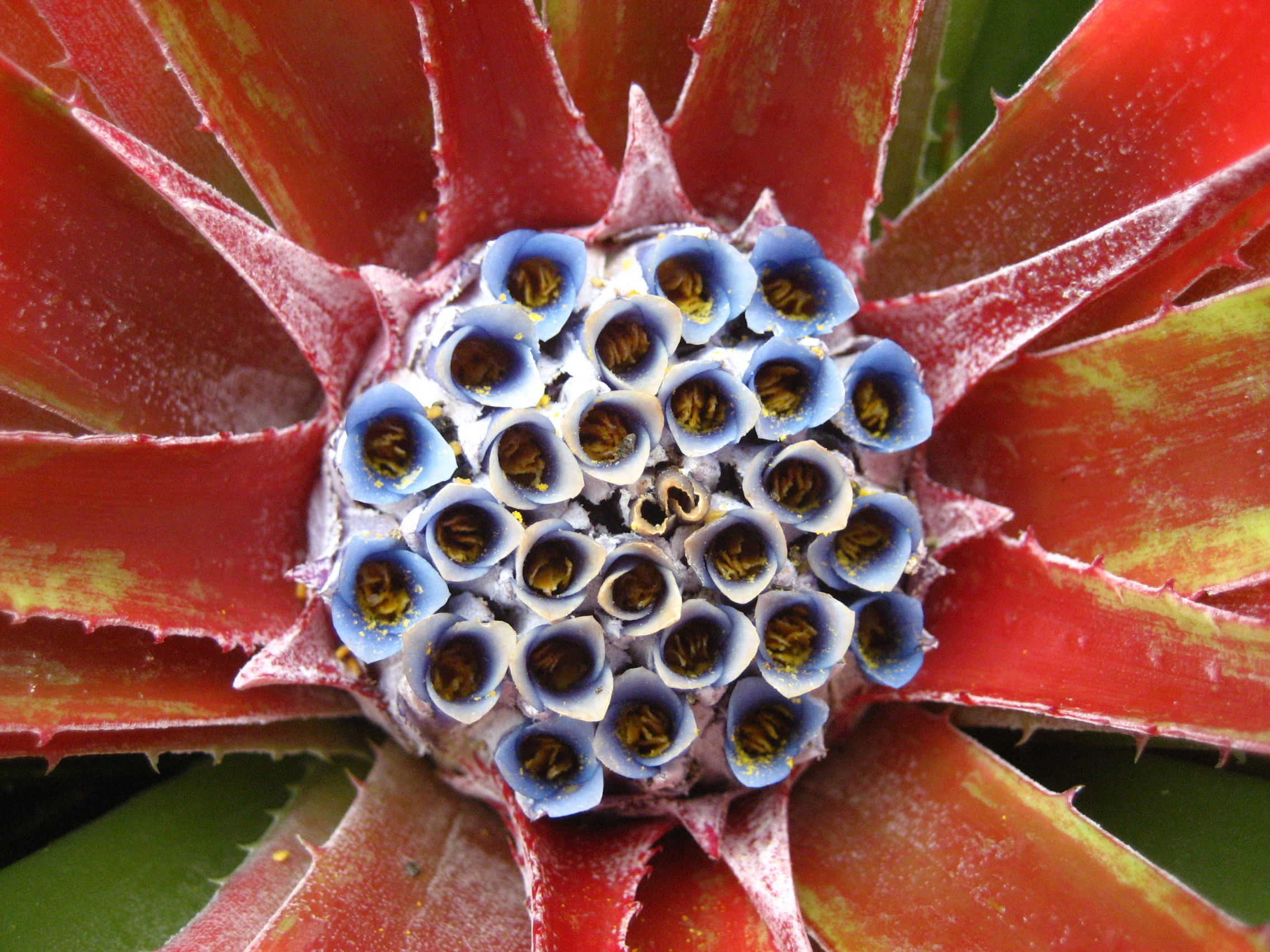